# Малайское командование
Малайское командование (англ. Malaya Command) — командование войсками Британского содружества, сформированное в 1920-х годах для координации обороны Малайского полуострова и Сингапура.

## История
Малайское командование сил Британского содружества было создано в 1920-х годах для координации обороны Малайского полуострова и Сингапура. Ему подчинялись небольшие гарнизоны, размещённые в Куала-Лумпуре, Пинанге, Тайпинге, Серембане и Сингапуре.
После начала Второй мировой войны в 1939 году командование начало получать подкрепления. В связи с тем, что основные британские силы были заняты в Европе, основные подкрепления Малайское командование получало из Индии.
С 18 ноября 1940 года Малайское командование подчинялось Британскому Дальневосточному командованию, а с 7 января 1942 года — недолго существовавшему командованию ABDA. 15 февраля 1942 года в связи с падением Сингапура и капитуляцией всех сил Содружества на Малайском полуострове Малайское командование было упразднено.
После капитуляции Японии Малайское командование 1 ноября 1945 года было воссоздано на основе 14-й армии, чья штаб-квартира размещалась в Сингапуре. В августе 1947 года Командование было разделено на два военных района — Малайский район, и Сингапурский район, но вновь было воссоздано в августе 1950 года в связи с войной в Малайе.
После обретения Малайзией независимости 31 августа 1957 года Малайское командование было ликвидировано.

## Командующие
- 1924—1927 — генерал-майор сэр Теодор Фрайзер
- 1927—1929 — генерал-майор сэр Казимир Картврайт ван Страубензее
- 1929—1931 — генерал-майор Гарри Притчард
- 1931—1934 — генерал-майор сэр Луис Олдфилд
- 1934—1935 — генерал-майор Эрнест Льюин
- 1935—1939 — генерал-майор сэр Вильям Добби
- 1939—1941 — генерал-лейтенант сэр Лайонел Бонд
- 1941—1942 — генерал-лейтенант Артур Персиваль

С 1943 по 1945 Малайя находилась под японской оккупацией
- 1945 — генерал-лейтенант сэр Фрэнк Мессерви
- 1946—1947 — генерал-лейтенант сэр Александер Галловэй
- 1948—1950 — генерал-майор сэр Чарлз Бучер (командующий Малайского района)
- 1950—1952 — генерал-майор Роберт Уркварт
- 1952—1954 — генерал-майор сэр Хью Стоквел
- 1954—1956 — генерал-лейтенант сэр Джеффри Боурн
- 1956—1957 — генерал-лейтенант сэр Роджер Боуэр